# Peltogyne

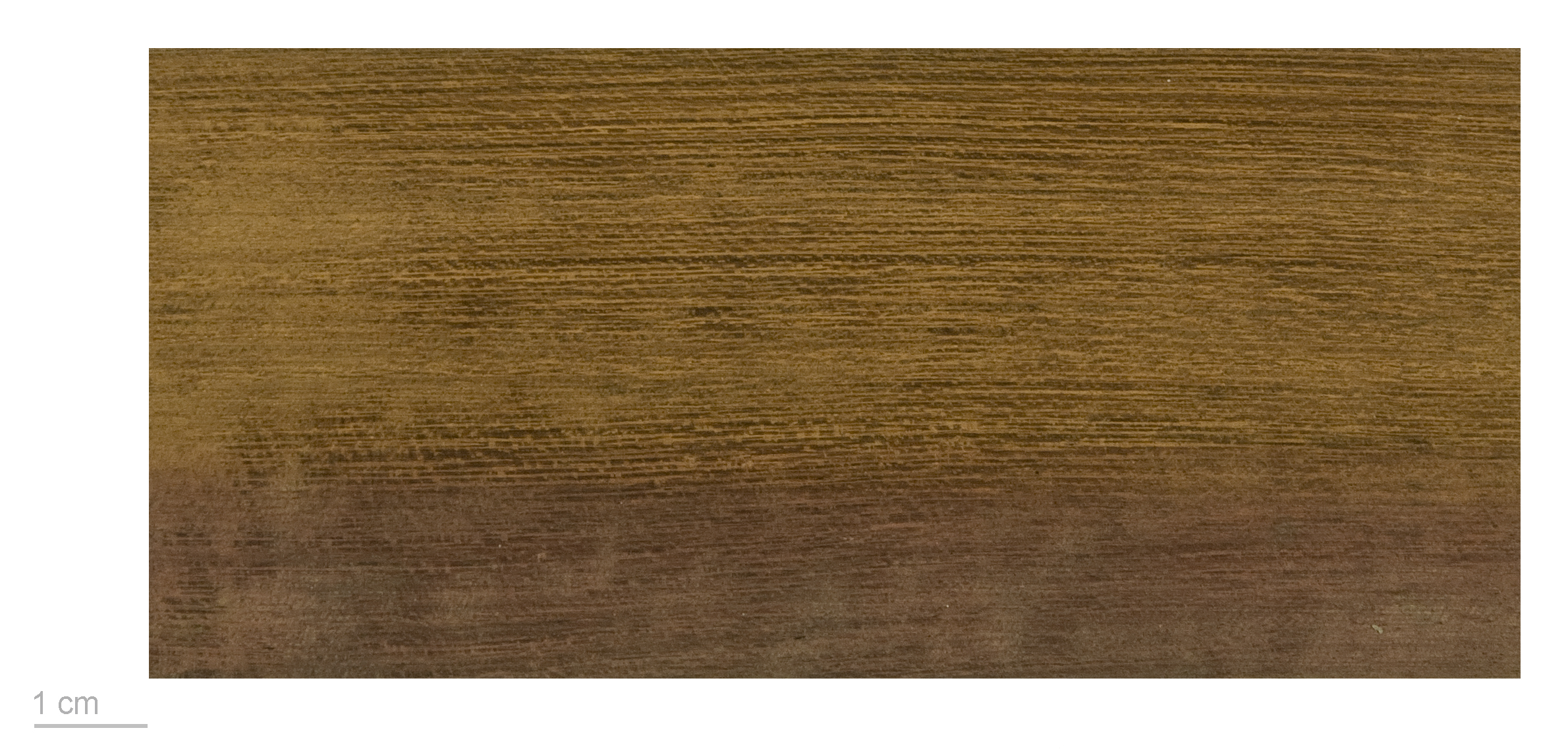
Peltogyne sp. - muestra de museo

Peltogyne es un género de fanerógamas perteneciente a la familia Fabaceae. Es originario de Sudamérica.

## Especies
- Peltogyne altissima Ducke
- Peltogyne angustiflora Ducke
- Peltogyne campestris Ducke
- Peltogyne catingae Ducke
- Peltogyne confertiflora (Hayne) Benth.
- Peltogyne discolor Vogel
- Peltogyne excelsa Ducke
- Peltogyne floribunda (Kunth) Pittier - nazarenos de la Guayana, zapatero de la Guayana.[3]
- Peltogyne gracilipes Ducke
- Peltogyne heterophylla M.F.Silva
- Peltogyne lecointei Ducke
- Peltogyne maranhensis Ducke
- Peltogyne mattosiana Rizzini
- Peltogyne mexicana Martinez
- Peltogyne paniculata Benth.
- Peltogyne paradoxa Ducke
- Peltogyne parvifolia Benth.
- Peltogyne pauciflora Benth.
- Peltogyne prancei M.F.Silva
- Peltogyne purpurea Pittier
- Peltogyne recifensis Ducke
- Peltogyne subsessilis W.A.Rodrigues
- Peltogyne venosa (M.Vahl) Benth.sfd